# Gary Prior
Gary Prior (* 13. November 1957) ist ein ehemaliger kanadischer Eishockeyspieler und derzeitiger Eishockeytrainer. In seiner aktiven Zeit spielte er beim Augsburger EV in der 2. Eishockey-Bundesliga. Prior betreute diesen Verein von 1995 bis 1998 in der Deutschen Eishockey Liga.

## Spielerkarriere
Der 1,81 m große Stürmer stand während seiner Collegezeit für die Teams der University of Pennsylvania sowie der University of Vermont im Spielbetrieb der National Collegiate Athletic Association auf dem Eis und wechselte anschließend zum Augsburger EV in die drittklassige deutsche Eishockey-Oberliga. In der ersten gemeinsamen Spielzeit konnte der Kanadier mit den Bayern in die 2. Bundesliga aufsteigen, verließ den Verein jedoch schließlich am Ende der Saison 1981/82. Seine aktive Laufbahn beendete Prior im Jahr 1985 beim finnischen Zweitligisten Ketterä Imatra.

## Trainerkarriere
Der Kanadier blieb zunächst als Trainer in Finnland, wo er seinen Verein Ketterä Imatra in den nächsten zwei Jahren als Trainer betreute. In der Saison 1988/89 trainierte Prior Saimaan Pallo aus der erstklassigen SM-liiga und unterschrieb für die anschließende Spielzeit einen Vertrag im Nachbarland Norwegen bei Hasle Lören Oslo aus der zweithöchsten Spielklasse. 1990 kehrte der ehemalige Stürmer für ein Jahr zu Imatra Ketterä zurück und betreute schließlich bis 1993 den Ligakonkurrenten IFK Pietarsaari. Nach einem einjährigen Engagement beim finnischen Drittligisten aus Kuusamo unterschrieb Gary Prior einen Vertrag als Co-Trainer bei den inzwischen in Panther umbenannten Augsburgern.
Im Oktober 1995 übernahm der Kanadier den Cheftrainerposten der Augsburger Panther, mit denen er im nächsten Jahr den Klassenerhalt sichern konnte. Anfang Februar 1998 trennte sich der Club von Prior, der daraufhin im November Craig Sarner als Trainer des Heilbronner EC in der 2. Bundesliga ablöste. Als der HEC in der Saison 1999/00 Gefahr lief, die Meisterrunde zu verpassen, trat der Kanadier von seinem Amt zurück. In der Spielzeit 2000/01 war er Cheftrainer beim italienischen Verein WSV Sterzing Broncos. Im November 2001 übernahm Prior den SC Bietigheim-Bissingen, wurde dann aber zur Spielzeit 2002/03 durch Markus Berwanger ersetzt. Mit dem EHC München belegte der ehemalige Angreifer in der Saison 2004/05 den ersten Platz nach der Vorrunde der Oberliga, als Vizemeister stieg er letztendlich mit dem EHC in die 2. Liga auf. Nach einem soliden ersten Zweitligajahr trat Gary Prior 2006 als Cheftrainer der Münchener zurück und stand anschließend in den Play-offs der zweithöchsten Schweizer Liga, der Nationalliga B, beim SC Langenthal hinter der Bande. Nach dem frühen Viertelfinal-Aus des Clubs trat der Kanadier allerdings von seinem Posten zurück. In der Saison 2009/10 ersetzte er Brian de Bruyn bei den HYS The Hague in der Holländischen Eishockeyliga und wurde prompt mit ihnen im Jahr 2010/11 Meister. Im Jahr 2011/12 wechselte er jedoch erneut die Mannschaft und wurde beim EHC Lustenau in der Österreichischen Nationalliga Head Coach. Im Dezember 2012 wurde er beim italienischen Zweitligisten HC Gherdëina als Cheftrainer engagiert. Seit September 2013 ist er Cheftrainer der L.A. Stars der Okanagan Hockey Academy Europe aus St. Pölten, Österreich, wo er für die Entwicklung von Nachwuchstalenten im Alter von 14 bis 19 Jahren verantwortlich ist.

### Stationen
- 1986–1988: Ketterä Imatra
- 1988–1989: Saimaan Pallo
- 1989–1990: Hasle Lören Oslo
- 1990–1991: Ketterä Imatra
- 1991–1993: IFK Pietarsaari
- 1993–1994: Kuusamo
- 1994–1995: Augsburger Panther (Co-Trainer)
- 1995–1998: Augsburger Panther
- 1998–2000: Heilbronner EC
- 2000–2001: WSV Sterzing Broncos
- 2001–2002: SC Bietigheim-Bissingen
- 2004–2006: EHC München
- 2007: SC Langenthal
- 2009–2011: HYS The Hague
- 2011–2012: EHC Lustenau
- 2012–2013: HC Gherdëina
- seit 2013: Okanagan Hockey Club Europe (Okanagan Hockey Academy Europe)